# Edward Bridges
Edward Ettingdere Birdges (4 août 1892 - 27 août 1969), est un fonctionnaire britannique.

## Jeunesse
Bridges est né le 4 août 1892 à Yattendon dans le Berkshire. Il est le fils de Robert Bridges, plus tard poète lauréat, et de Mary Monica Waterhouse, fille de l'architecte Alfred Waterhouse et nièce du cofondateur de Price Waterhouse, Edwin Waterhouse. Il fait ses études au Collège d'Eton et au Magdalen College, à Oxford.

## Carrière
Bridges combat pendant la Première Guerre mondiale avec l'infanterie légère de l'Oxfordshire et du Buckinghamshire. Il obtient le grade de capitaine et reçoit la Croix militaire.
Il rejoint plus tard la fonction publique et en 1938, il est nommé secrétaire du Cabinet, succédant à Maurice Hankey. Bridges reste à ce poste jusqu'en 1946, date à laquelle il est nommé secrétaire permanent au Trésor et chef de la fonction publique intérieure, poste qu'il occupe jusqu'en 1956.
Après sa retraite, Lord Bridges est chancelier de l'Université de Reading. De plus, il reçoit des diplômes honorifiques de plusieurs universités et est nommé membre de la Royal Society.

## Vie privée
Bridges épouse Katharine Dianthe Farrer, fille de Thomas Farrer, 2e baron Farrer, le 6 juin 1922. Ils ont quatre enfants:
- Shirley Frances Bridges (1924–2015)
- Thomas Bridges (2e baron Bridges) (1927-2017), diplomate
- Robert Bridges (1930–2015),  architecte
- Margaret Evelyn Bridges (1932–2014 [2]), historienne médiévale.

Lord Bridges est décédé à Winterfold Heath, Surrey, le 27 août 1969, à l'âge de 77 ans. Il est remplacé dans la baronnie par son fils aîné Thomas Bridges (2e baron Bridges), un diplomate qui est ambassadeur britannique en Italie de 1983 à 1987.
Dans les honneurs du Nouvel An de 1939, Bridges est nommé Chevalier Commandant l'Ordre du Bain (KCB) et en 1944 est promu Chevalier Grand-Croix (GCB). Dans les honneurs d'anniversaire de 1946, Sir Edward est nommé chevalier grand-croix de l'Ordre royal de Victoria(GCVO). Il est élu membre de la Royal Society en 1952 (FRS) . Il est admis au Conseil privé lors des honneurs du couronnement de 1953. En 1957, il est élevé à la pairie comme baron Bridges, de Headley dans le comté de Surrey et de St Nicholas à Wade dans le comté de Kent. Lord Bridges est nommé Chevalier Compagnon de l' Ordre de la Jarretière (KG) en 1965.